# Bruno Wolkowitch
Bruno Wolkowitch est un acteur français, né le 10 mai 1961 à Paris 11e.

## Biographie

### Famille
Bruno Wolkowitch est issu d'une famille juive originaire de Pologne (leur nom avant sa francisation était Wołkowicz). Fils unique d'un tailleur devenu expert-comptable, et d'une esthéticienne devenue assistante en dermatologie, il grandit dans une famille modeste. Pendant la Seconde Guerre mondiale, sa mère, son oncle et sa grand-mère furent cachés par des habitants du village d'Arzens (Aude).
Avec sa famille, il vit à Champigny-sur-Marne puis à Saint-Maur-des-Fossés (Val-de-Marne).
En octobre 2015, à l'antenne de France Inter, l'acteur reconnaît avoir fait un très court séjour en prison en Israël à l'âge de 17 ans, pour protéger une amie dans une histoire de stupéfiants. Il serait, depuis lors, interdit de séjour dans ce pays.
Il rencontre l'actrice Fanny Gilles en 2003 sur le tournage d'un épisode de PJ. Ils ont ensemble deux enfants : Lou, née en 2006, et Luca, né en 2011. Début 2021, Bruno Wolkowitch annonce que le couple est séparé depuis 7 ans (soit depuis 2013-2014).

### Carrière
Il se forme au métier d'acteur de 1981 à 1984 au Studio 34 de Claude Mathieu. En 1984, il est reçu au Conservatoire national d'art dramatique de Paris et décroche un diplôme d'art dramatique. De 1984 à 1987, il suit les classes de Viviane Théophilidès, Michel Bouquet et Jean-Pierre Vincent. Parallèlement, il fait son entrée à la Comédie-Française.
Il joue ensuite dans de nombreux téléfilms et accède à la notoriété avec la série télévisée Madame le maire en 1997, puis avec PJ (Police judiciaire). Bruno Wolkowitch interprète dans cette série policière l'un des rôles principaux, celui du capitaine, puis commandant, Vincent Fournier, du début au 100e épisode, soit de 1997 à mars 2006 sur France 2. Il tourne son dernier épisode (diffusé dix mois plus tard) en mai 2005, mais apparaissait par éclipses depuis plusieurs saisons.
Parallèlement à son rôle de policier « de terrain », pilier du commissariat de la PJ Saint-Martin, il continue à interpréter d'autres personnages, notamment celui de Lagardère dans un téléfilm en deux parties, diffusé en 2003.
Outre la télévision, il joue également au théâtre. En 2006, il est à l'affiche de Mademoiselle Julie d'August Strindberg, avec Christine Citti — qui a joué dans les deux premières saisons de PJ — et Émilie Dequenne.
Bruno Wolkowitch est aussi passionné par la photographie.

## Filmographie

### Acteur

#### Cinéma

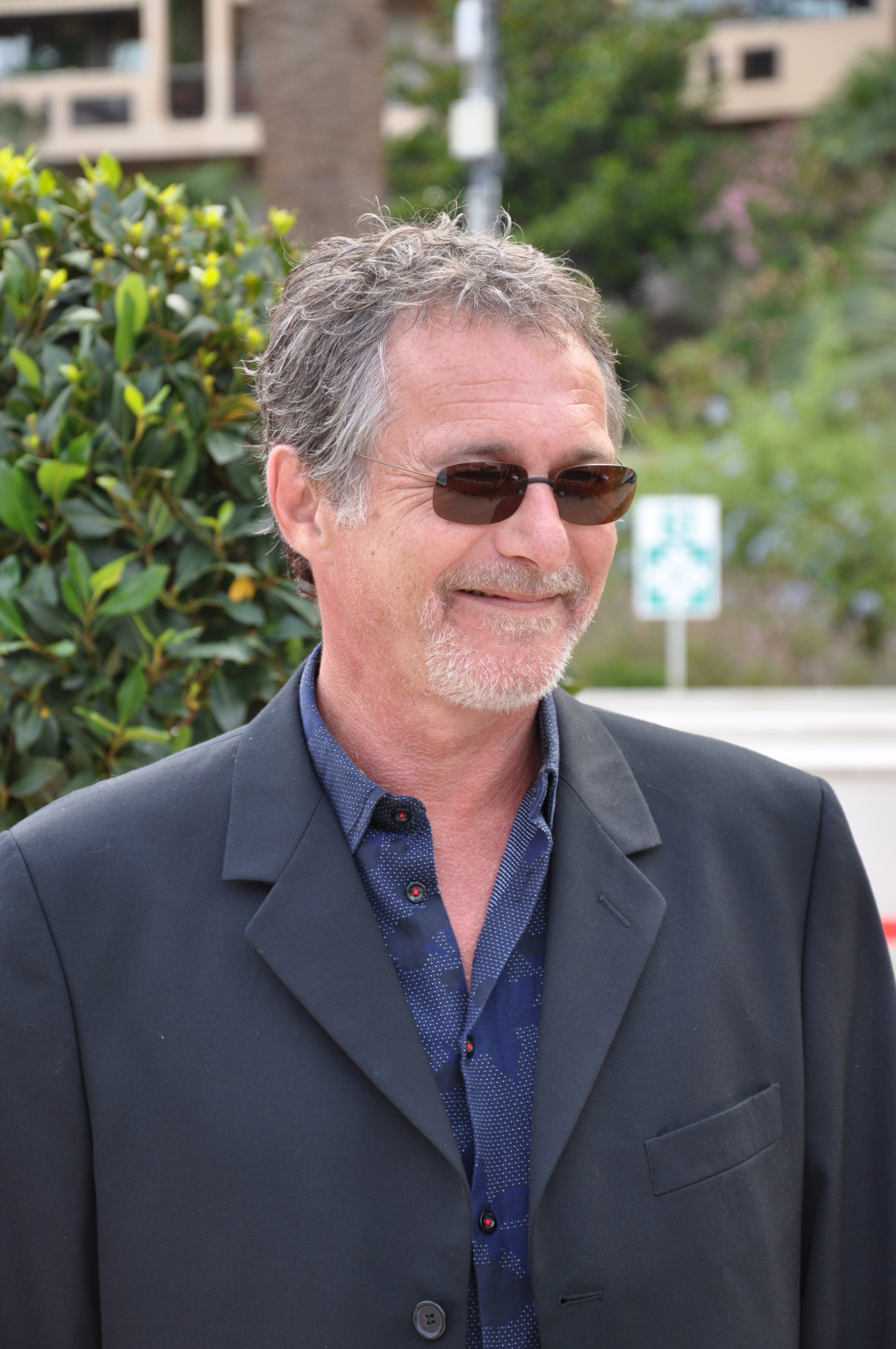
Au Festival de télévision de Monte-Carlo en 2015.

##### Longs métrages
- 1983 : Au nom de tous les miens  de Robert Enrico : Jurek (crédité au générique sous le nom de « Bruno Volko »)
- 1984 : Train d'enfer  de Roger Hanin
- 1987 : Soigne ta droite  de Jean-Luc Godard
- 1988 : L'Enfance de l'art  de Francis Girod
- 1989 : Vent de galerne  de Bernard Favre
- 1993 : Mauvais garçon de Jacques Bral
- 1994 : Jeanne la pucelle de Jacques Rivette
- 1994 : L'Affaire de Sergio Gobbi
- 1995 : L'Uomo proiettile (L'Homme canon) de Silvano Agosti
- 1997 : La Chica de Bruno Gantillon
- 1998 : Terminale  de Francis Girod : Terrien
- 2004 : Le Grand Rôle de Steve Suissa : voix off
- 2010 : The Tourist de Florian Henckel von Donnersmarck : commissaire de police française
- 2012 : L'amore è imperfetto de Francesca Muci
- 2013 : Chez nous c'est trois ! de Claude Duty
- 2013 : Je voyage seule de Maria Sole Tognazzi
- 2016 : La Folle Histoire de Max et Léon de Jonathan Barré
- 2018 : Joueurs de Marie Monge

##### Courts métrages
- 1988 : Un coin de table de Josiane Maisse
- 1993 : Qui est-ce qui a éteint la lumière ? de Xavier Auradon
- 1994 : Parlez après le signal sonore d'Olivier Jahan
- 1997 : Amour néanmoins de Frédéric Darie

#### Télévision
- 1985 : Madame le maire de Jean-François Claire
- 1987 : Mort aux ténors de Serge Moati : Ivan (dans la collection Série noire)
- 1987 : Mont royal de Mario Azzopardi
- 1989 : Les Cinq Dernières Minutes de Jean-Pierre Desagnat (épisode Les Chérubins ne sont pas des anges)
- 1989 : Les Enquêtes du commissaire Maigret de Jean-Paul Sassy (épisode L'Auberge aux noyés)
- 1989 : Quand le diable ricane d'Armand Wahnoun
- 1989 : Les Jupons de la Révolution : Madame Tallien de Didier Grousset
- 1990 : Le Vagabond des mers de José Varela
- 1990 : Force de frappe : Voie sans issue de Paolo Barzman
- 1992 : Maigret de Bertrand Van Effenterre (épisode Maigret et la maison du juge)
- 1994 : Deux Millions de dollars dans un fauteuil  d'Yves Amoureux
- 1994 : Meurtres par procuration de Claude-Michel Rome
- 1994 : Mayday de Jean-Louis Daniel
- 1995 : Passion mortelle de Claude-Michel Rome
- 1996 : Dans un grand vent de fleurs  de Gérard Vergez : Guillaume Garlande
- 1997 : Pour mon fils de Michaëla Watteaux
- 1997-2005 : PJ de Michelle Podroznik et Frédéric Krivine : Vincent Fournier
- 1997 : Jamais sans toi de Daniel Janneau
- 1997 : Vérité oblige de Claude-Michel Rome : Le directeur de la prison (épisode Ma fille... cette inconnue)
- 1998 : Famille de cœur de Gérard Vergez
- 1998 : Doppio Segreto (Double Secret) de Marcello Cesena
- 1999 : Marie et Tom de Dominique Baron
- 1999 : Mieux vaut tard que jamais de Luca Manfredi
- 2000 : Les Cordier, juge et flic : Marc Singer (épisode Portrait au scalpel)
- 2000 : Remise de peine d'Alberto Simone
- 2001 : Méditerranée d'Henri Helman
- 2001 : Le Gave de Christian Bonnet
- 2001 : La Faux de Jean-Dominique de La Rochefoucauld
- 2002 : Garonne de Claude d'Anna
- 2002 : La Parité  de Gérard Vergez
- 2002 : Trop plein d'amour de Steve Suissa
- 2003 : Qu'elle est belle la quarantaine ! d'Alexis Lecaye
- 2003 : Lagardère d'Henri Helman : Henri de Lagardère / Le Bossu
- 2004 : Le Frangin d'Amérique de Jacques Fansten
- 2005 : Je t'aime à te tuer d'Alain Wermus
- 2005 : Retrouver Sara de Claude d'Anna
- 2007 : Rock'n Roll Circus d'Alain Robillard
- 2008 : Sagan de Diane Kurys : Philippe
- 2008 : Hold-up à l'italienne de Claude-Michel Rome
- 2008 : Grands reporters de Gilles de Maistre
- 2009 : PJ de Claire de La Rochefoucauld : le second balayeur (épisode Impasses)
- 2009-2010 : Les Toqués : Monsieur B (épisodes La ruée vers l'or et Le cheval de Troie)
- 2010 : Le Désamour de Daniel Janneau
- 2011 : Coup de chaleur de Christophe Barraud
- 2011 : La République des enfants de Jacques Fansten : Garcin
- 2012-2016  : Les Hommes de l'ombre de Frédéric Tellier et Jean-Marc Brondolo : Simon Kapita
- 2012 : Ragazze sul web de Marco Pontecorvo
- 2013 : Rouge Brésil de Sylvain Archambault
- 2013 : Pourquoi personne me croit ? de Jacques Fansten
- 2013 : Cherif de Vincent Giovanni (épisode Faux Semblants)
- 2013 : À corde tendue de Pierre-Antoine Hiroz
- 2015 : Accusé de Didier Bivel (épisode L'histoire de Simon)
- 2015 : Un père coupable de Caroline Huppert
- 2015 : Meurtres à Carcassonne de Julien Despaux
- 2015 : Borderline d'Olivier Marchal
- 2016 : Mongeville de René Manzor (épisode Légende vivante)
- 2016 : Caïn de Christophe Douchand (saison 4, épisode Les prisonnières)
- 2017 : La Loi de Valérie de Thierry Binisti
- 2017 : Victoria : le roi Louis-Philippe[5]
- 2017 : Crimes parfaits de Lionel Chatton : Fabrice Golot (épisode Entre deux eaux)
- 2018 : Au-delà des apparences d'Éric Woreth : Gabriel
- 2018 : Meurtres dans le Morvan de Simon Astier : Julien Demarcy
- 2018 : Jusqu'à ce que la mort nous unisse de Delphine Lemoine : Adjudant-chef Vertoli
- 2018 : Léo Matteï, Brigade des mineurs d'Hervé Renoh : Maurice Lafarge (épisodes Au bout du fil et Le Revers de la médaille - partie 1)
- 2019 : Cassandre de Sylvie Ayme : Lino Venturini (épisode La Rançon du silence)
- 2019 : Nina  d'Éric Le Roux : Père Patrice (épisode Derrière les apparences)
- 2021 - 2022  : Sam : Olivier, le frère de Sam (saisons 5 et 6)
- 2022 : Astrid et Raphaëlle de Chloé Micout : Père Damien (saison 3, épisode 2 : Memento Mori)
- 2022 : Handigang de Stéphanie Pillonca : M. Giraudier
- 2022 : César Wagner : Marc Fresnais (épisode 7 : Coup de théâtre)
- 2022 : Meurtres dans les gorges du Verdon de Stephan Kopecky : Thierry Rouvier
- 2023 : La Fille de l'assassin de Carole Kornmann : Pierre
- 2023 : Les Randonneuses de Frédéric Berthe : Marc Perez-Rubino (mini-série)
- 2024 : Disparition inquiétante : Manu (épisode Lorsque l'enfant paraît)
- 2025 : Le Crime de la tour Eiffel de Julien Seri : commissaire Helfer

### Doublage

#### Cinéma

##### Films
- 1993 : Romeo Is Bleeding : Jack Grimaldi (Gary Oldman)
- 1994 : Prêt-à-porter : Milo O'Brannigan (Stephen Rea)
- 1995 : Usual Suspects : Michael McManus (Stephen Baldwin)
- 1995 : Crossing Guard : John Booth (David Morse)
- 1996 : Sleepers : Sean Nokes (Kevin Bacon)

### Réalisation
- 1992 : Ordinaire et Disgracié de Claude Mollet, avec Hervé Pierre au Théâtre de la Ville

### Clip
- 1996 : Babe de Viktor Lazlo, réalisé par Philippe Gautier.

## Théâtre
- Autopsie de Pascal Cantelle
- L'Épreuve d'Éric Tallien

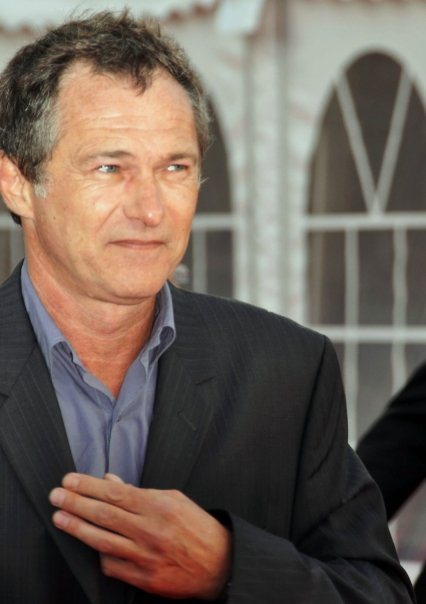
Au festival de Deauville en 2009.

- 1984 : Parking du ciel d'Emmanuel Weisz, Munich
- 1985 : Le Balcon de Jean Genet, mise en scène Georges Lavaudant, Comédie-Française
- 1986 : La Tragédie de Macbeth de Shakespeare, mise en scène Jean-Pierre Vincent, Comédie-Française
- 1986 : La Tempête de Shakespeare, mise en scène Alfredo Arias, Festival d'Avignon Théâtre de la Commune
- 1987 : Polyeucte de Corneille, mise en scène Jorge Lavelli, Comédie-Française
- 1988 : The Changeling de Thomas Middleton et William Rowley, mise en scène Stuart Seide, Théâtre de Gennevilliers
- 1988 : Le Roi Lear de Shakespeare, mise en scène Jacques Kraemer, Théâtre de Boulogne-Billancourt
- 1988 : Le Martyre de Saint Sébastien de Gabriele D'Annunzio, Claude Debussy, mise en scène Jean-Pierre Vincent et Jean-Paul Chambas, Villa Médicis Rome
- 1989 : Les Caprices de Marianne d'Alfred de Musset, mise en scène France Rousselle, Théâtre du Gymnase Marseille
- 1993 : Le Mal court de Jacques Audiberti, mise en scène Pierre Franck, Théâtre de l'Atelier
- 1993 : La Chatte sur un toit brûlant de Tennessee Williams, mise en scène Michel Fagadau, Théâtre Marigny
- 2005 : Derniers Remords avant l'oubli de Jean-Luc Lagarce, mise en scène Jean-Pierre Vincent, CDDB-Théâtre de Lorient, La Criée : Pierre
- 2006 : Mademoiselle Julie d'August Strindberg, mise en scène Didier Long, Théâtre Marigny : Jean, le valet
- 2007 : Juste la fin du monde de Jean-Luc Lagarce, mise en scène François Berreur, MC2, Nouveau théâtre de Besançon, Maison de la Culture de Bourges, Théâtre de la Cité internationale, Théâtre des Célestins, Théâtre de la Manufacture, tournée
- 2008 : Juste la fin du monde de Jean-Luc Lagarce, mise en scène François Berreur, TNBA, tournée
- 2008 : Equus de Peter Shaffer, mise en scène Didier Long, Théâtre Marigny
- 2010 : Le Donneur de bain de Dorine Hollier, mise en scène Dan Jemmett, Théâtre Marigny
- 2011 : Pluie d’enfer de Keith Huff, mise en scène Benoît Lavigne, Pépinière Théâtre
- 2014 : Le Secret de Poussinette, mise en scène Bruno Wolkowitch, Comédie Saint-Michel
- 2015 : Danser à Lughnasa, de Brian Friel, mise en scène Didier Long, Théâtre de l'Atelier
- 2017 : Douze hommes en colère de Reginald Rose, mise en scène Charles Tordjman, théâtre Hébertot
- 2019 : Sept morts sur ordonnance de Georges Conchon, mise en scène Anne Bourgeois, théâtre Hébertot

## Distinctions
Sauf indication contraire, les informations mentionnées dans cette section peuvent être confirmées par la base de données cinématographiques IMDb,  présente dans la section « Liens externes ».
- 2002 : Festival International du Film de Luchon : prix honorifique
- 2012 : Festival de télévision de Monte-Carlo : nomination au prix du Meilleur acteur dans une Série télévisée dramatique pour Les Hommes de l'ombre